# Romain De Loof
Romain De Loof o Deloof, (Eeklo, 6 de març de 1941) fou un ciclista belga, que va ser professional del 1964 fins al 1975. Es va especialitzar en la pista on destaquen els tres Campionats del món de Mig fons, dos d'amateurs i un de professional.

## Palmarès
- 1961
  -  Campió de Bèlgica de persecució amateur
  -  Campió de Bèlgica de madison amateur (amb Frans Melckenbeeck)
- 1962
  -  Campió del món de mig fons amateur
  -  Campió de Bèlgica de persecució amateur
  -  Campió de Bèlgica de madison amateur (amb Patrick Sercu)
  -  Campió de Bèlgica de mig fons amateur
- 1963
  -  Campió del món de mig fons amateur
  -  Campió de Bèlgica de madison amateur (amb Patrick Sercu)
  -  Campió de Bèlgica de derny amateur
  -  Campió de Bèlgica de mig fons amateur
- 1965
  - 1r als Sis dies de Madrid (amb Rik Van Steenbergen)
- 1966
  -  Campió del món de mig fons
- 1969
  - 1r als Sis dies de Rotterdam (amb Peter Post)
  - 1r als Sis dies d'Amsterdam (amb Peter Post)
- 1974
  -  Campió de Bèlgica de mig fons